# 查利亞班巴區
查利亞班巴區（西班牙語：Distrito de Challabamba），是秘魯的一個區，位於該國南部庫斯科大區的保卡坦博省，始建於1857年1月2日，面積746.56平方公里，海拔高度2,820米，2005年人口9,600，人口密度每平方公里13人。